# Dique Paso de las Piedras

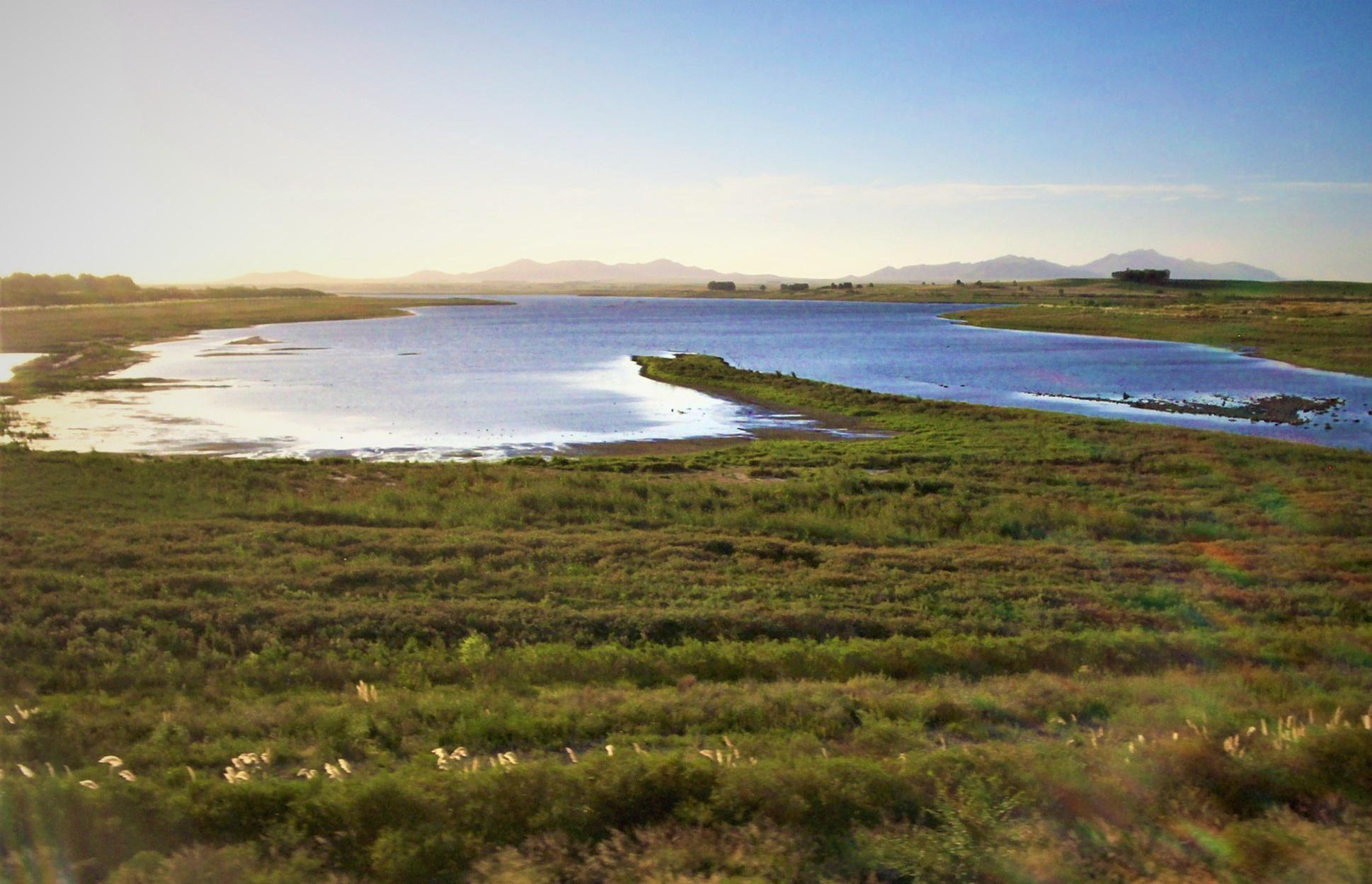
Dique Paso de las Piedras, visto desde la Ruta Provincial 51 (partido de Coronel Pringles).

El dique Paso de Las Piedras es una represa y embalse que forma un lago artificial situado en la zona sudoeste de la provincia de Buenos Aires, en el centro-este de la Argentina. Constituye una atracción turística, un área para el esparcimiento de las poblaciones de la zona, y especialmente es la más importante fuente de agua potable para numerosas ciudades de la región. Fue inaugurado en el año 1972.

## Toponimia
La palabra "Paso" refiere a un paso de montaña esculpido por el río Sauce Grande a través de la Sierra de la Ventana.
En tanto, el resto de la frase "de las Piedras" es dado por el cerro más próximo a dicho paso de montaña (Cerro Las Piedras).
Según la Ley Provincial N° 13 570, desde el año 2006 la represa lleva el nombre de "Pablo Goldaracena", ingeniero viedmense quien fue clave para la terminación de la obra durante la década de 1970.
De esta manera, el dique se llama "Ingeniero Pablo Goldaracena", mientras que el embalse y la central conservan el nombre de "Paso de las Piedras".

## Características de la presa
La represa Paso de Las Piedras es una presa de llanura, situada en el sudoeste de la provincia de Buenos Aires, posicionada sobre la cuenca superior de su colector principal y a la salida de este de una región serrana, la que constituye su principal área de captación. La margen izquierda pertenece al partido de Coronel Pringles mientras que la derecha corresponde al de Tornquist. 

### Datos técnicos
Fue habilitada en el año 1972, comenzando a llenarse al año siguiente. La obra del canal aliviador y vertedero se hizo en 1974, sobre la margen izquierda (sur). Tiene 57 metros de ancho (42 m en su lecho) y 1020 m de largo. En su salida el vertedero posee 183 metros de ancho. Su volumen es de 328  hm³. Posee una torre de toma provista de 4 compuertas para captar el agua situadas a cotas: 145, 150, 155 y 160 m s. n. m.
El dique es del tipo de "gravedad", construido con tierra, más tarde, debido a que se hallaron filtraciones se aplicaron placas de cemento en la pared interior al embalse.  Su coronamiento posee una longitud de 1700 m y un ancho de cresta de 45 m. Su perímetro es de 60 kilómetros.
Forma un embalse eutrófico con una superficie de más de 4000 hectáreas, con una profundidad media de 8,2 metros y máxima de 28 metros. Sus riberas son bajas, con suelo de tosca, presentando también algunos sectores con declive.

### Cuenca de captación
El agua que forma el lago artificial de este dique proviene de la captura del exceso de precipitaciones pluviales por parte de la cuenca del arroyo El Divisorio y especialmente de la cuenca superior del río Sauce Grande, el cual nace a una altitud de 500 m s. n. m. en el corazón del sistema montañoso de Ventania. Entre los afluentes más importantes de este último se encuentran el arroyo Sauce Grande, el Atravesado, arroyo El Toro, El Negro, Rivero, arroyo del Loro, San Diego, San Bernardo, San Teófilo, Rivera y El Zorro. Estos pequeños arroyos captan su escorrentía del área serrana y periserrana (pie de sierras y llanura circundante). En parte constituyen áreas protegidas, si bien la mayor superficie corresponde a establecimientos agrícolo-ganaderos. En caso de fuertes tormentas, corren con fuerza transportando aluviones de abundante líquido, en razón del elevado ángulo de pendiente de la zona. 
El lago descarga sus aguas hacia un emisario, el curso medio del río Sauce Grande, el que finalmente volcará sus aguas en el mar Argentino en proximidades de la ciudad balnearia de Monte Hermoso.

### Cotas y control de inundaciones
La cota máxima de llenado del embalse es de 165 m s. n. m. Sobre este nivel el volumen de agua excedente desborda por el vertedero hacia el río Sauce Grande.
Si bien no fue el objetivo al ser diseñado, el dique evita que se produzcan inundaciones por lluvias extraordinarias. Por ejemplo, el 28 de febrero de 2001 una precipitación de casi 200 mm se descargó en la cuenca alta del río Sauce Grande, elevando el volumen del agua transportada hasta 500 m³ por segundo; el aluvión de agua y lodo se dirigió al embalse, donde fue contenido.  En diciembre de 1994 ocurrió un hecho similar.
Antes de llegar a los 165 metros es posible, preventivamente, erogar parte del caudal abriendo las compuertas, posibilitando de este modo un desembalse controlado a través de su descargador de fondo, cuya capacidad de retiro puede llegar a los 200 m³/s, con la compuerta completamente abierta.
Los 165 metros se alcanzaron en octubre de 1984 (165,16 m) y en noviembre de 2002 (166,05).
Por el contrario, la marca mínima fue registraba en diciembre de 2009 con solo 153,84 m s. n. m., a raíz de una pertinaz sequía que obligó a decretar la emergencia hídrica el 27 de agosto de 2009. En ese momento el lago presentaba solo el 18 % de sus reservas útiles, ocupando el 35 % de su área total.
El organismo responsable de la presa es la Autoridad del Agua  (ADA), dependiente del ministerio de Infraestructura de la provincia de Buenos Aires, organismo creado en 2003 en virtud de la ley 12257 y que reconoce su origen en el remanente dejado en la órbita estatal en el proceso de privatización del servicio de agua y cloacas que prestaba AGOSBA (Administración General de Obras Sanitarias de Buenos Aires) en varias localidades de la provincia y la creación del OCABA (Organismo de Control de Aguas de Buenos Aires). Realiza monitoreos constantes además de efectuar toma de datos del sistema piezométrico.

#### Niveles de alerta
Los niveles de alerta correspondientes a la cota del embalse Paso de las Piedras fueron establecidos por la Autoridad del Agua (ADA) en el año 2009.
Nivel de Alerta 1
- Reservas útiles: 25 %;
- Volumen disponible: 81 hm³;
- Cota del embalse: 155 m s. n. m.

Nivel de Alerta 2
- Reservas útiles: 15 %;
- Volumen disponible: 49 hm³;
- Cota del embalse: 152 m s. n. m.

Nivel de Alerta 3
- Reservas útiles: 10 %;
- Volumen disponible: 31 hm³;
- Cota del embalse: 150 m s. n. m.

### El embalse como reservorio de agua potable
Como resultado de la pared del dique se formó un cuerpo acuático léntico, el cual representa el reservorio de agua para consumo humano más importante en la región de influencia, abasteciendo a las ciudades de Bahía Blanca y Punta Alta y el polo industrial próximo, mediante el transporte por un acueducto principal (de 1500 mm de diámetro construido en hormigón), desde el lago hasta las plantas potabilizadoras Patagonia y Grünbein.

#### Características de sus aguas
Características fisicoquímicas
- Alcalinidad: 210 mg/L;
- pH: 8,5;
- Sodio: 100 mg/L;
- Cloruro: 45 mg/L;
- Sulfato: 37 mg/L;
- Nitrato: 1 mg/L;
- Dureza: 160 mg/L;
- SDT: 400 mg/L.[1]

Eutrofización
- P total: 0,16 mg/L;
- N total kjeldahl : 1,46 mg/L;
- Clorofila A y Feofitina A: 31,1 ug/L.[1]

Los niveles medios de los registros encontrados sitúan al embalse entre eutrófico e hipertrófico. Esto puede ser el resultado de algunas acciones antrópicas en su cuenca de captación: actividades agrícolo-ganaderas, laboreo del suelo, empleo de fertilizantes y agroquímicos (con el consiguiente arrastre hacia los cursos fluviales agravado por la pendiente de los campos), erosión hídrica consecuencia del sobrepastoreo, etc. Esta influencia no es privativa del embalse Dique de las Piedras, sino que altera la mayor parte de los sistemas lacunares pampeanos, los que se categorizan como eutróficos o hipereutróficos.
En consonancia con las características de sus aguas se han presentado eventos de floraciones algales, las que afectan su aptitud como fuente de provisión de agua potable, por lo que son monitoreadas sistemáticamente.

## Características bióticas

### Ecorregiones
Ecorregionalmente las áreas del perilago pertenecen a la ecorregión terrestre pampas semiáridas; mientras que las aguas del lago y los arroyos que lo alimentan se insertan en la ecorregión de agua dulce drenajes bonaerenses.

### Parque provincial dique Paso de las Piedras
El embalse es utilizado por una importante poblaciones de aves acuáticas. Para conservar el embalse y el paisaje de su entorno natural fue creado el parque provincial dique Paso de las Piedras, mediante el decreto de la provincia N° 1318 del año 1982. La superficie protegida es de 4500 hectáreas.

## Acceso y actividades
Acceso
El lago y sus riberas constituyen un predio fiscal de acceso hoy restringido. Antiguamente se podía llegar al paredón del dique desde un acceso asfaltado de 5,5 km que parte de la ruta provincial 51. Primero se pasaba por la entrada al parque provincial Dique Paso de las Piedras; 1,5 km después se localiza el murallón de la presa. Al norte del murallón continúa un camino consolidado que bordea la margen derecha del embalse, con espacios verdes arbolados para el esparcimiento público. Luego de 3,5 km de la presa girando hacia la derecha se accedía a la “Hostería del Lago” posicionada en el punto más elevado de todo el perímetro del lago. Desde sus terrazas es posible contemplar vistas panorámicas del paisaje lacustre y los campos circundantes. 
Casi todo el perímetro era posible recorrerlo mediante una calle de circunvalación de tierra de casi 50 km. La misma asfaltada ruta 51 además, corta (o solo toca, según la cota del lago) el saco de uno de los golfos del embalse, producto de la desembocadura del arroyo El Divisorio. 
Pesca y otras actividades
Hoy se encuentra totalmente vedado el ingreso al lago para la práctica de cualquier actividad.